# Британска краљевска круна
Британска краљевска круна је један од краљевских драгуља Велике Британије и симболизује суверенитет монархије. Постојала је у разним облицима од 15. века. Тренутна верзија је направљена 1937. године. Исте године је почела да буде део церемоније крунисања, а пре тога се за крунисање монарха користила круна Светог Едварда. Поред церемоније крунисања, ова круна се користи и у осталим званичним приликама, као што је Дан државности. 

## Опис круне
Британска краљевска круна је висока 31,5 центиметара, а тешка 1,06 килограма. На себи има четири украса у виду цвета љиљана и четири полусвода од којих сваки симболизује крст. Круна има љубичасту сомотну капу која је украшена хермелином. Оквир који је направљен од злата, сребра и платине, украшен је са 2,868 дијаманата, 273 бисера, 17 сафира, 11 смарагда и 5 рубина.
Један од најзначајнијих камења на круни је сафир Светог Едварда који се налази на горњем крсту. Овај сафир је наводно узет са прстена Едварда Исповедника када је поново сахрањен у Вестминстерској опатији 1163. године. Такође значајн јесте рубин Црног принца на предњем крсту. Године 1909. је 104-каратни Стјуартов сафир замењен  317-каратним Кулинаном II на предњем делу круне и премештен позади. Такође, са круне висе 4 бисера од којих се за 3 често каже да су припадали краљици Елизабети I, али ова претпоставка је највероватније погрешна.

## Историја
Круна Светог Едварда коришћена за крунисање енглеских монарха и сматрана светом реликијом, чувала се у светилишту у Вестминстерској опатији и стога је монарси нису носили у било које друго време. Уместо тога, краљ је носио у државним приликама велику круну са украсима у облику крста и љиљана и без лукова (отворена круна). Тако је било све до Хенрија V који је приказан како носи царску круну са златним луковима (затворена круна). Лукови су били симбол суверенитета. 
За време Хенрија VII или Хенрија VIII је наручена разрађенија верзија круне која је први пут детаљно описана у инвентару креаљевских драгуља 1521. године и укључена у слику Чарлса I коју је насликао Данијел Митенс 1631. године. Круна Тјудора је имала више бисера и драгуља од свог средњевековног претходника, а средишње латице љиљана су имале слике Христа, Девице Марије и Светог Ђорђа. Круна је била тешка 3,3 килограма и била је украшена са 168 бисера, 58 рубина, 28 дијаманата, 19 сафира и 2 смарагда. Након укидања монархије круну Тјудора је разбио Оливер Кромвел, а њене вредне компоненте су продате за 1100 фунти.
Након обнове монархије 1660. године, нову државну круну за Чарлса II је направио сер Роберт Вајнер. Од рестаурације постојало је око 10 верзија круне. Она која је направљена за краљицу Викторију 1838. године је основа за данашњу круну. Направљена је од стране Рундела Бриџа 1838. године користећи старе и нове драгуље, гримизну капу од сомота са хермелином и са поставом од беле свиле. Украшена је са 1363 брилијантско брушених, 1273 розе брушених и 147 столно брушених дијаманата, 277 бисера, 17 сафира, 11 црних брилијаната.